# Владимир Добров (шахматист)
Вижте пояснителната страница за други личности с името Владимир Добров.
Владимир Добров е руски шахматист, гросмайстор.

## Биография
През 2013 година губи с 0,5-1,5 точки от Владислав Ткачиев финалния мач на френския гран при турнир по ускорен шахмат в Нанси. Добров се превръща в изненадата на турнира, елиминирайки Етиен Бакро, Яник Пелетие и Максим Вашие-Лаграв в отделните кръгове.
Международен майстор от 2001 г. и гросмайстор от 2004 г.

## Турнирни резултати
- 1999 – Будапеща (първо-второ място във второто издание на открития турнир „Hotel Zuglo“ с резултат 7 точки от 9 възможни)[2]
- 2003 – Атина (първо място на открия турнир от програмата на международния фестивал „Акрополис“ с резултат 7,5 точки от 9 възможни)[3]
- 2005 – Нейва (трето място на „Magistral Huila 100 Anos“ с резултат 6,5 точки от 9 възможни)[4]
- 2005 – Caerleon (първо място с резултат 7,5 точки от 9 възможни)[5]
- 2005 – Gausdal (второ място на „Gausdal Bygger'n Masters“ с резултат 7 точки от 9 възможни)[6]
- 2012 – Мексико (второ място на открития турнир от програмата на шахматния фестивал „UNAM“)[7]
- 2013 – Лимбург (първо място след тайбрек на „Лимбург Оупън“ с резултат 5,5 точки от 7 възможни)[8]